# Johnny Hoe River
Johnny Hoe River är ett vattendrag i Kanada.   Det ligger i territoriet Northwest Territories, i den centrala delen av landet, 3 500 km nordväst om huvudstaden Ottawa.
Omgivningarna runt Johnny Hoe River är i huvudsak ett öppet busklandskap. Trakten runt Johnny Hoe River är nära nog obefolkad, med mindre än två invånare per kvadratkilometer.